# Galina Jermolajeva
Galina Jermolajeva, född den 21 oktober 1948 i Sankt Petersburg, är en sovjetisk roddare.
Hon tog OS-silver i scullerfyra i samband med de olympiska roddtävlingarna 1976 i Montréal.